# Пилипенко Микола Іванович
Микола Іванович Пилипенко (9 травня 1937, ? — 1 лютого 2022, Харків) – український радіолог, онколог, лікар вищої категорії, доктор медичних наук, професор, завідувач кафедри радіології та радіаційної медицини Харківського національного медичного університету (1982 — 2018 pp.), директор державної установи «Інститут медичної радіології ім. С. П. Григор’єва» (1987 — 2013 рр.), засновник і почесний голова українського товариства радіаційних онкологів, член-кореспондент НАМН України, заслужений діяч науки і техніки України, член-кореспондент Міжнародної академії біоенерготехнологій. Провідний вчений в галузі променевої діагностики, променевої терапії, радіаційної онкології і радіаційного захисту при медичному опромінюванні  . 

## Життєпис
Микола Іванович народився 9 травня 1937 р. Після семирічки вступив до Харківського рентгенівського технікуму, який закінчив у 1954 р. та був зарахований на лікувальний факультет Харківського медичного інституту (ХМІ). Студентом 6 курсу працював в лікарні м. Ізюм, потім у с. Приколотне на Харківщині. З 1962 р. навчався на кафедрі рентгенології ХМІ в клінічній ординатурі та аспірантурі. У 1966 р. захистив кандидатську «Стан органів регуляції при опіково-радіаційному ураженні». З 1982 до 2013 р. — завідувач кафедри радіології та радіаційної медицини Харківського національного медичного університету. 
В 1987 у докторській дисертації «Количественный анализ транспорта радиофармпрепаратов при заболеваниях почек» розробив математичні моделі кінетики радіофармпрепаратів в організмі людини в нормі й при захворюванні нирок. Наукові здобутки Миколи Івановича Пилипенка стали підставою для призначення його у 1987 р. директором Харківського науково-дослідного інституту медичної радіології МОЗ України (зараз — ДУ «Інститут медичної радіології ім. С. П. Григор’єва НАМН України»). 
Під керівництвом М.І. Пилипенка інститут став провідним методичним центром радіології в Україні. Першим в Україні вчений почав упровадження ЕОМ (електронних обчислювальних машин) у практику променевої діагностики та променевої терапії. Був керівником понад 25 наукових проєктів під час роботи в інституті радіології. 
Починаючи з 2000 р. Микола Іванович керує трьома національними програмами у співробітництві з МАГАТЕ (англ. IAEA, скорочення від International Atomic Energy Agency). З 2006 р. — учасник українсько-шведської співпраці з питань дозиметрії та контролю якості у променевій діагностиці та променевій терапії .
Також проводив діагностичну та лікувальну роботу в провідних клініках Харкова, щорічно консультував понад 1500 випадків з використанням методів рентгенодіагностики, комп’ютерної томографії, радіонуклідних досліджень і магнітно-резонансної томографії. З набуттям Україною незалежності, присвятив багато часу розробці української медичної термінології в галузі радіології та склав перший і єдиний «Український радіологічний словник».
У 1993  р. професором засновано перше в  Україні фахове науково-практичне видання, в  якому публікуються результати досліджень з усіх розділів радіології — «Український радіологічний журнал». Микола Іванович став його беззмінним головним редактором та весь час підтримував високий науковий рівень цього видання.
З 1996 р. вчений очолює Проблемну комісію «Медична радіологія» МОЗ та НАМН України, яка здійснює прогнозування, наукову оцінку, координацію наукових досліджень і підготовки кадрів з медичної радіології. За ініціативою М.І. Пилипенка створено Українське товариство радіаційних онкологів (1999 р., УТРО), його обрано першим керівником, а потім — почесним головою цього товариства. Микола Іванович — є засновником Харківського регіонального благодійного протиракового фонду ( 2000 р.), головний напрямок діяльності якого — підтримка охорони здоров’я населення Харкова, а також надання соціальної допомоги хворим із малозабезпечених верств населення. У 2012 р. отримує звання почесного професора Харківського національного університету радіоелектроніки .
1 лютого 2022 р. Микола Іванович Пилипенко пішов з життя у Харкові .

## Наукова та педагогічна робота
Доктор медичних наук (1987), професор.
Основні науковi інтереси Миколи Івановича були зосередженi на розробці та впровадженні в практику методiв променевої дiагностики онкологiчних захворювань на раннiх стадiях та променевій терапії. Також вчений вивчав механізми уражуючої дiї радіації, оптимізацію променевого навантаження на населення від радіаційних медичних процедур .
Вагомим внеском Миколи Івановича в теорію та практику медицини стали розробка нових інформаційних технологій для проведення моніторингу стану здоров’я медичного персоналу, пов’язаного з дією іонізувального випромінення, створення сучасних протоколів променевої терапії для лікувальних закладів України. Вчений виступив автором ідеї та керівником проєкту Державної комплексної програми «Здоров’я нації», в рамках якого уперше в історії української радіології було розроблено Національні рекомендовані рівні опромінення пацієнтів у рентгенодіагностиці. Ще одним важливим досягненням М.І. Пилипенка стало впровадження в практику (вперше в Україні) розгляду історії хвороби кожного онкохворого на мультидисциплінарних онкологічних консиліумах. Під його керівництвом підготовлені, видані та введені в роботу онкологічних диспансерів України «Протоколи надання медичної допомоги хворим на новоутворення та хворим з променевими ушкодженнями».
М. І. Пилипенко є автором 410 наукових статей, 7 монографій, 4 підручників, 21 навчально-методичного посібника; має 21 патент на винаходи і 2 дипломи на відкриття. 
Микола Іванович був учасником Національної комісії з радіаційного захисту населення Верховної Ради України, та членом редакційної колегії журналів Nuclear Medicine, «Онкология», «Міжнародного медичного журналу» .
ОСНОВНІ НАУКОВІ ПРАЦІ
«Die relative renale 131-J-Hippurat-Minutenspeicherung als quantita- tiver Funktionsparameter» (1983); «Ein mathematisches Modell fur die 131-I-HippuranKinetik in der Niere» (1983); «Явление аномального изменения интенсивности потока квантов проникающего излучения моно- и многоэлементными средами»  (1997); «Радіологічна термінологія (українська, англійська, російська)» (1999); «Явление возбуждения интенсивного вторичного рентгеновского излучения в слое рентгенолюминофора» (2000); «Магнітнорезонансні зображання: фізичні принципи, поняття, термінологія» (2003) ; «Quantitative evaluation of the purifying organs function in nuclear medicine: the memory of the future» (2015) .
Також М. І. Пилипенко є співавтором 2 наукових відкриттів «Явище аномальної зміни інтенсивності потоку квантів проникного проміння моно- та багатоелементними середовищами» (1997) та «Явище збудження інтенсивного вторинного ікс-проміння в шарі рентгенолюмінофора» (2000) .

## Нагороди та відзнаки
- Почесне звання "Заслужений діяч науки і техніки України" [3].
- почесний знак «Відмінник охорони здоров’я» (1972);
- медаль ім. П. Л. Капиці Російської Академії природознавчих наук (1997);
- срібна медаль ім. І. П. Павлова «За развитие медицины и здравоохранения» (2000);
- Премія Національної академії медичних наук України (2000);
- Грамота Верховної Ради України «За заслуги перед українським народом» (2003);
- Премія Академії медичних наук України за словник «Радіологічна термінологія» (2002);
- Диплом і медаль К. Рентгена Європейської академії природничих наук (2009);
- Диплом та медаль «Незалежність України» III ступеня Президії Міжнародного академічного рейтингу «Золота Фортуна» в номінації «За вагомий внесок у становлення та розвиток вітчизняної медичної радіології (2010);
- Відзнака «Патріот України» Інституту соціально-політичних ініціатив (2012) [1] [2].